# أوتو فيلهلم فون ستروف
أوتو فيلهلم فون ستروف (بالألمانية: Otto Wilhelm von Struve) (و. 1819 – 1905 م) هو عالم فلك من الإمبراطورية الروسية. ولد في تارتو وكان عضواً في الجمعية الملكية، والأكاديمية الروسية للعلوم، والأكاديمية البروسية للعلوم، والأكاديمية الأمريكية للفنون والعلوم، والأكاديمية الملكية السويدية للعلوم، والأكاديمية الملكية الهولندية للفنون والعلوم.
توفي في كارلسروه عن عمر يناهز 86 عاماً.

## التعليم
تعلم في جامعة تارتو.

## جوائز
حصل على جوائز منها:
- الميدالية الذهبية للجمعية الفلكية الملكية (1850)
- وسام الاستحقاق (بروسيا)
- وسام الاستحقاق للفنون والعلوم.

## روابط خارجية
- أوتو فيلهلم فون ستروف على موقع إن إن دي بي (الإنجليزية)